# إدوارد راسيل
إدوارد راسيل (9 يناير 1875 في المملكة المتحدة - 8 سبتمبر 1940 في المملكة المتحدة) (بالإنجليزية: Edward Russell)‏ هو لاعب كريكت بريطاني (وحمل سابقاً جنسية المملكة المتحدة لبريطانيا العظمى وأيرلندا). لعب مع نادي مقاطعة ساسكس للكريكت ‏.

## وصلات خارجية
- إدوارد راسيل على موقع إي آس بي آن كريك إنفو (الإنجليزية)